# Panzerzug Hurban
Der Panzerzug Hurban, oder auch Panzerzug J. M. Hurban, war ein improvisierter Panzerzug der slowakischen Widerstands aus der Zeit des Zweiten Weltkrieges von 1944.

## Geschichte
Am 4. September 1944 begannen die Bauarbeiten an drei Improvizované obrněné vlaky (deutsch: improvisierte Panzerzüge, kurz: IPV). Die Verantwortung für den Bau der Panzerzüge lag beim Zentralkomitee und die Bauleitung wurde dem stellvertretenden Abteilungsleiter Ladislav Lokša übertragen. Ab dem 7. September übernahm die Bauleitung der Oberstleutnant Hugo Weinberger. Die Bauarbeiten fanden in den Eisenbahnwerkstätten in Zvolen statt und der Panzerzug Hurban wurde am 15. September 1944 fertiggestellt. Auf Anordnung Nummer 36 des tschechoslowakischen Luftwaffenkommandos vom 10. Oktober 1944 erhielt der 3. Panzerzug die offizielle Bezeichnung Improvizované obrněné vlaky II „J. M. Hurban“. Der Name wurde zu Ehren des slowakischen Schriftsteller Jozef Miloslav Hurban vergeben.

## Technische Daten

### Lokomotive

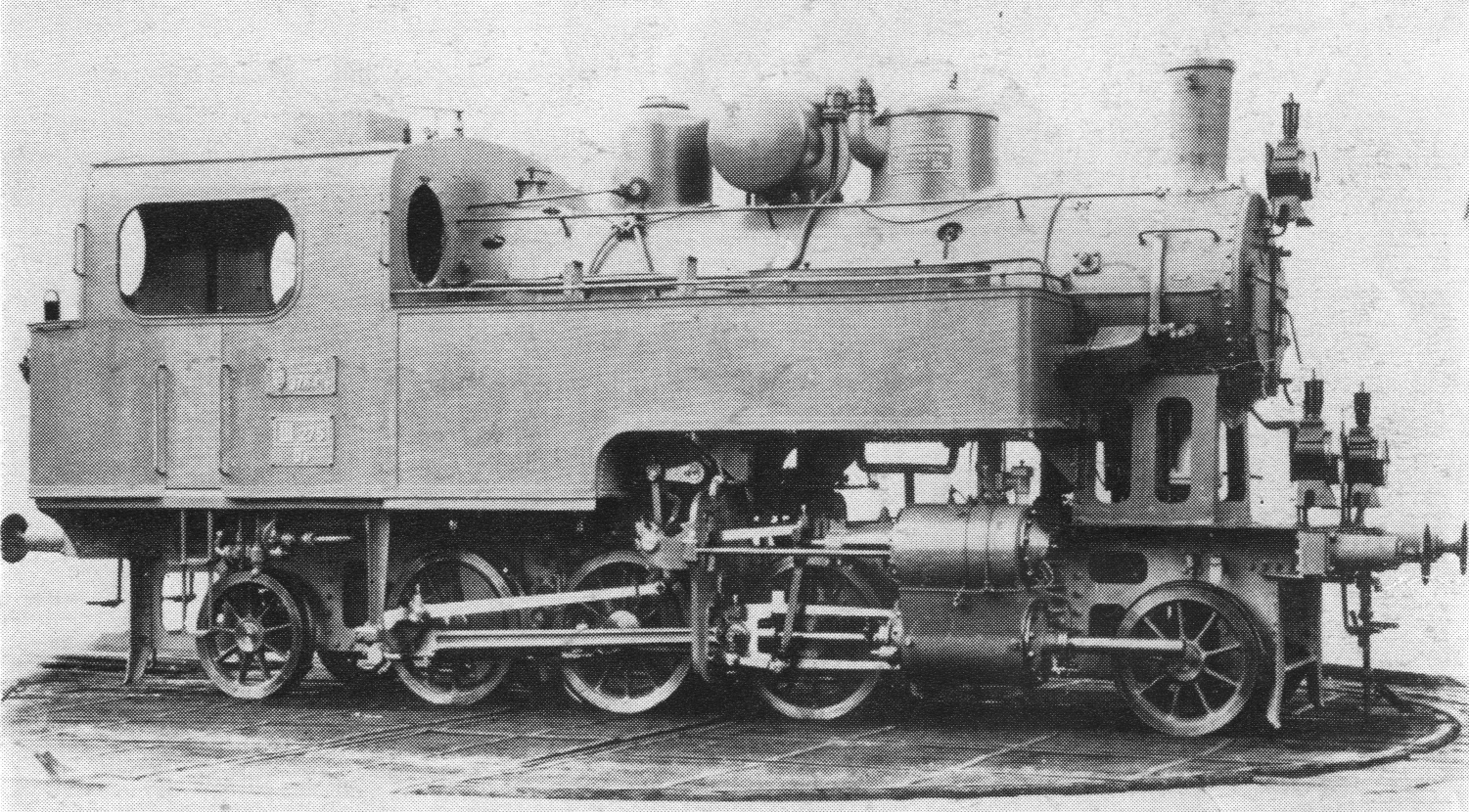
Ungepanzerte MÁV TVa

Die Dampflokomotive des Panzerzug Hurban war eine der Baureihe MÁV TVa. Sie wurde 1914 bei den Königlich Ungarische Staatliche Eisen-, Stahl- und Maschinenfabriken (MÁVAG) mit der Seriennummer BP 3454/14 hergestellt. Ab 1914 lief sie bei der Ungarischen Staatsbahn mit der Nummer 376,416. Nach dem Ersten Weltkrieg wurde sie an die Tschechoslowakische Staatsbahn übergeben und erhielt 1925 die Nummer 320.217. Um das schwere Gewicht der teilgepanzerten Dampflokomotive tragen zu können, wurden die Blattfedern verstärkt. Nach dem schweren Beschuss und der Beschädigung am 24. Oktober 1944 fiel sie aus und konnte nicht mehr repariert werden.

### Artilleriewagen

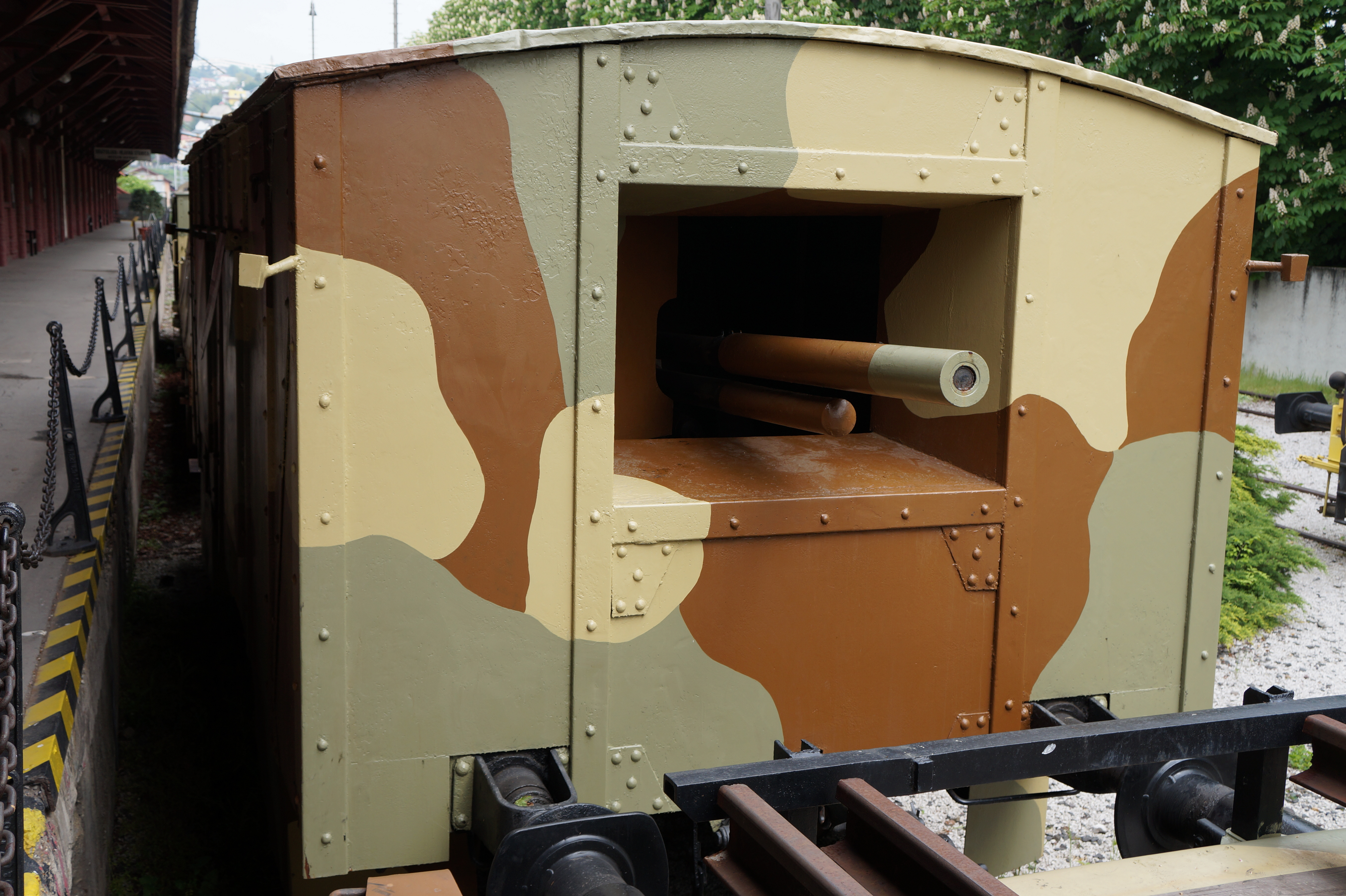
Nachbau des vorderen Artilleriewagen

Der Panzerzug Hurban verfügte über insgesamt fünf Artilleriewagen, wobei zwei davon als Reserve gedacht waren. Der erste Artilleriewagen, welcher direkt nach dem Abstoßwagen fuhr, war ein ehemaliger Güterwagen der Baureihe U. Bei diesem Artilleriewagen wurde eine 8-cm-Feldkanone M. 17 in einer Räderlafette an der Stirnseite des Wagens montiert.

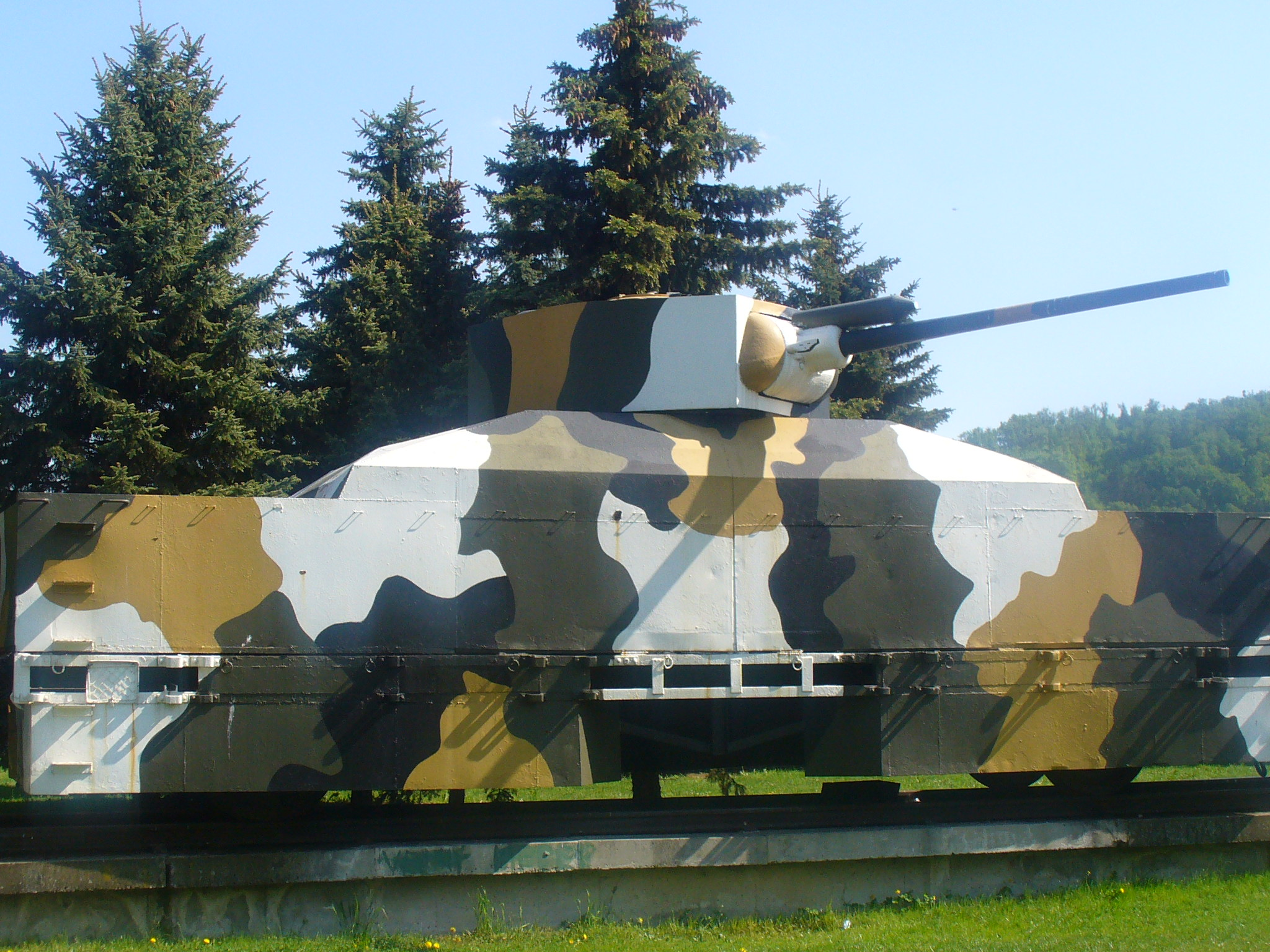
Nachbau der anderen Artilleriewagen, hier mit falschem Turm

Die restlichen drei Artilleriewagen waren ehemalige Flachwagen der Baureihe Vd oder VI welche von der Firma Ringhoffer im Prager Stadtteil Smíchov hergestellt wurden. Bei diesen Wagen wurde ein leichter Panzerkampfwagen LT vz. 35 raufgesetzt, welche 1937 in den Škoda-Werken in Pilsen hergestellt wurden. Um diesen Panzer wurde ein gepanzerter Aufbau herumgebaut, sodass nur noch der Turm herausschaute und beweglich war. Die verwendeten Panzerkampfwagen wurden von der Wehrmacht nicht mehr verwendet und auf Anordnung des Landstreitkräftekommandos vom 1. März 1941 in einem Ergänzungslager eingelagert.
Gesichert wurde der Panzerkampfwagen mithilfe von Holzkeilen, vorn und hinten an der Gleiskette. Unter dem Panzer gab es eine Notausstiegluke. Dies befand sich jedoch nicht unter der Notausstiegluke des Panzers, sondern zur Seite und weiter nach hinten versetzt. Dadurch musste sich die Besatzung, im Falle eines ausbootens aus dem Panzer, erst unter den Panzer quetschen um dann zur Notausstiegluke robben zu können.

### Maschinengewehrwagen

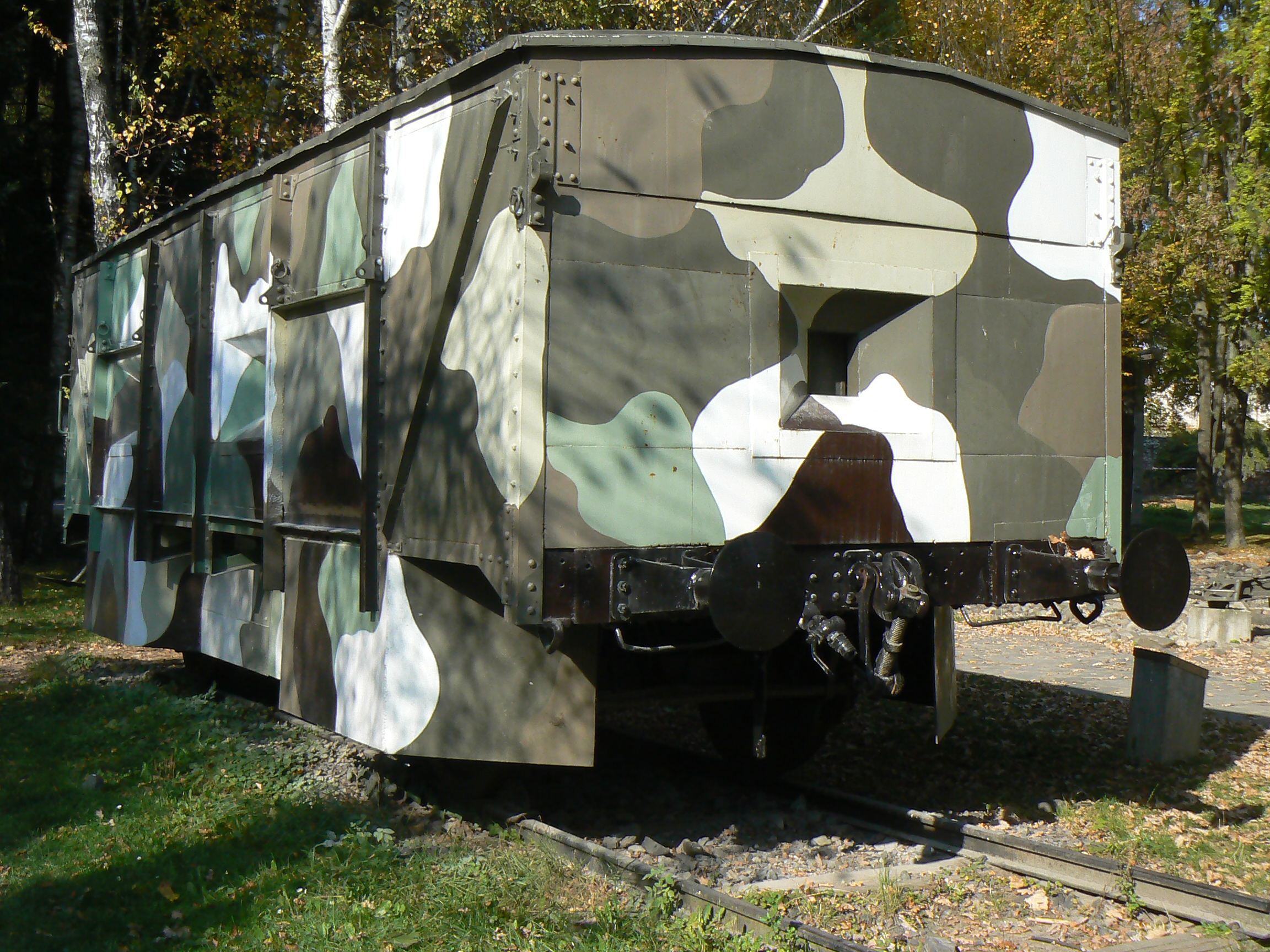
Nachbau des Maschinengewehrwagen

Der Panzerzug Hurban verfügte über einen Maschinengewehrwagen der Baureihe U. Dieser Wagen verfügte über je zwei Schießscharten für Maschinengewehre an den Seiten und eine an einer Stirnseite des Wagens. Die Schießscharten konnten mit doppelten Panzerplatten verschlossen und mit Riegeln gesichert werden.
Der Aufbau war komplett mit Stahl gepanzert. Zum Schutz der Achsen wurden Panzerkästen vor den Rädern und Panzerplatten zwischen den Achsen abgebracht. Zugang zum Wagen hatte man durch die 70 cm breite und 150 cm hohe Tür an der Bremserkabine. Der Kampfraum hatte ebenfalls nur eine Höhe von 150 cm. An einer Stirnseite befand sich ein gepanzerter Beobachtungsturm, in dem man aufrecht stehen konnte. Im Boden an einer Seitenwand befand sich eine Notausstiegsluke. Eine Belüftung des Wagens war nur möglich, wenn die Tür an der Bremserkabine und die Luke am Beobachtungsturm geöffnet waren.
In dem Maschinengewehrwagen befanden sich fünf Maschinengewehrschützen, fünf Ladeschützen und ein Beobachter, welcher zeitgleich Kommandant des Maschinengewehrwagen war. Insgesamt befanden sich elf Soldaten im Wagen. Zusätzlich zu den Soldaten wurde im Wagen die persönliche Ausrüstung, Handwaffen, Munition, Ersatzteile, Reinigungsmaterial und Zubehör mitgeführt.

### Abstoßwagen

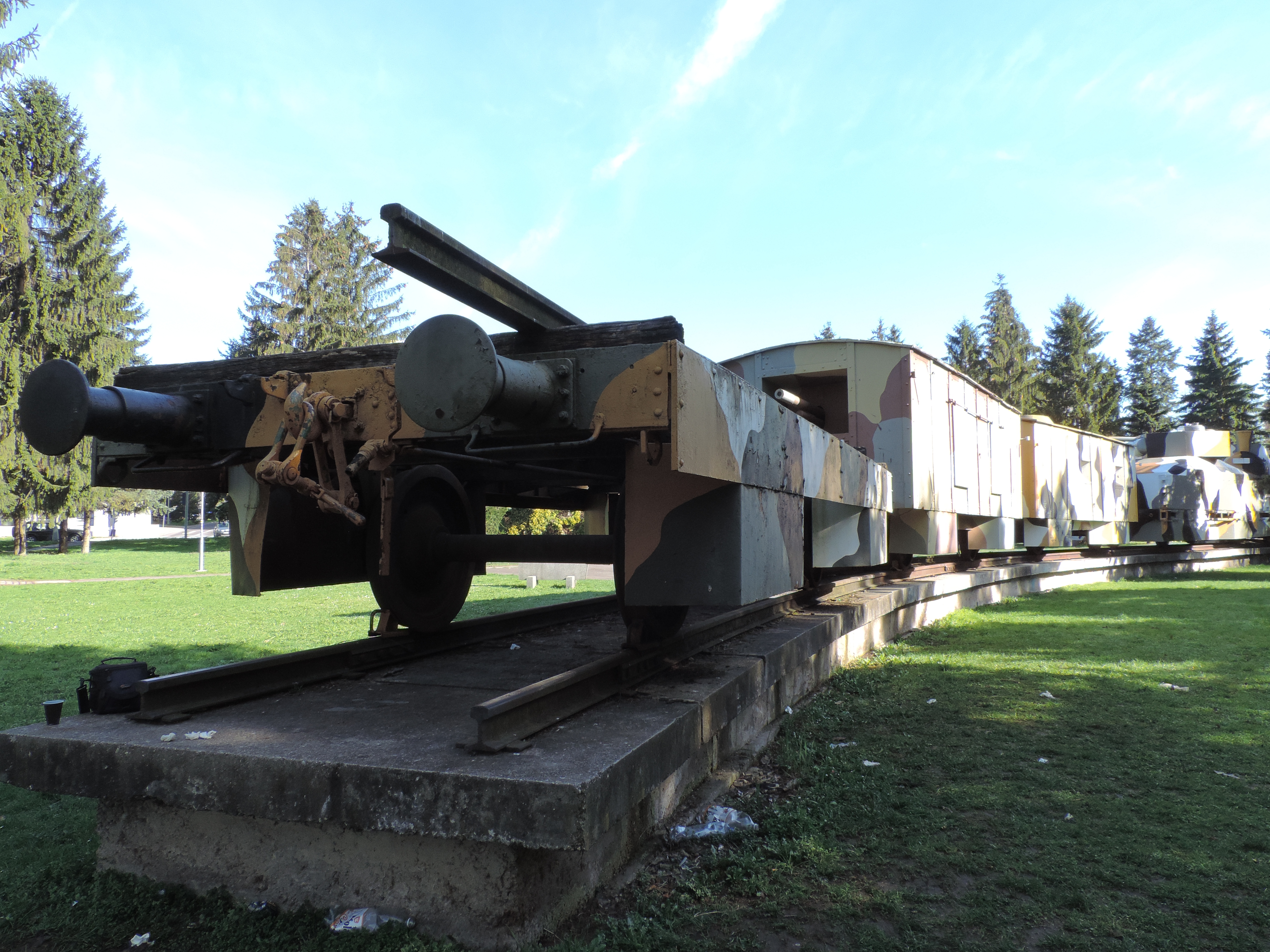
Nachbau des Abstoßwagen

Der Panzerzug verfügte vorn über einen Abstoßwagen. Dieser war mit mehreren Sandsäcken und möglichen Stellungen für Infanterie ausgestattet.

### Hilfszug
Um für die Besatzung Unterkünfte bereitzustellen, verfügte der Panzerzug Hurban über einen Hilfszug. Dieser Hilfszug verfügte über mehrere Passagierwagen, welche zu Unterkunftswagen umgebaut wurden. Einer dieser Wagen war für die Offiziere vorgesehen und verfügte über ein wenig mehr Luxus. Weiterhin gab es einen Wagen für Kranke und Verletzte und einen Küchen- und Kantinenwagen. Angetrieben wurde der Zug durch eine ungepanzerte Dampflokomotive.

## Einsatz

### Tschechoslowakischer Widerstand
Nachdem die Arbeiten am Panzerzug fertiggestellt waren, wurde er auf die Eisenbahnstrecke zwischen Zvolen und Krupina gebracht und ausgiebig getestet. Dabei fanden auch Beschussübungen mit scharfen Schüssen statt.
Am 4. Oktober 1944 startete die Wehrmacht, unterstützt von Panzern und Artillerie, einen Angriff auf die Stellungen der Rebellenarmee in der Nähe von Čremošné (Lage). Um den feindlichen Angriff abzuwehren, wurde der Panzerzug Hurban eingesetzt. Der deutsche Angriff wurde gestoppt, der Panzerzug jedoch schwer beschädigt. Die ersten beiden Artilleriewagen wurden getroffen und außer Gefechts gesetzt. In einem Fall wurde der Turm vollständig zerstört, im anderen Fall wurde er beschädigt. Dabei wurden zwei Soldaten in den Türmen getötet und vier verwundet. Weiterhin wurden zwei Zugführer und ein Lokführer verletzt. Zusätzlich wurde die zuginterne Funkanlage zerstört. Unter Beschuss konnte der Panzerzug nach Zvolen ausweichen und dort repariert werden.
Nach der Reparatur wurde der Panzerzug Hurban dem Abschnitt zwischen Banská Bystrica und Čremošné zugewiesen. Am 21. Oktober 1944 wurde Panzerzug Masaryk in Červená Skala beschädigt, sodass Panzerzug Hurban diesem Abschnitt zugewiesen wurde. Am 23. Oktober starteten der Panzerzug und Partisanen einen Gegenangriff auf Červená Skala.
Am 25. und 26. Oktober 1944 wurde der Panzerzug Hurban im Abschnitt zwischen Banská Bystrica und Brezno eingesetzt. Dort deckte er den Rückzug der Partisanen nach Banská Bystrica. Weiterhin sicherte er Eisenbahntransporte mit militärischem Material und Munition. Während der Evakuierung kollidierten zwei Güterzüge auf der Eisenbahnstrecke zwischen Dubová und Predajná, woraufhin die Strecke gesperrt wurde. Zusätzlich wurde der Abschnitt von deutschen Truppen beschossen. Bahnarbeiter versuchten, die Gleise so schnell wie möglich freizumachen, unterstützt von der Besatzung des Panzerzug Hurban. Die Arbeiten waren gefährlich, konnten aber nach längerer Zeit erfolgreich abgeschlossen werden.
Nach der Freimachung der Gleise fuhr der Panzerzug weiter nach Slovenská Lupča. Die deutschen Truppen rückten immer weiter vor und näherten sich von allen Seiten. Der Panzerzug fuhr daher nach Horný Harmanec und traf beim südlichen Eingang des Čremošný-Eisenbahntunnel (Lage) auf den Panzerzug Masaryk. Da der Vorstoß der Wehrmacht nicht mehr aufzuhalten war, beschädigten die Besatzungen die Waffen der Panzerzüge und zogen sich in die Berge zurück.

### Streckenschutzzug Max
Die Wehrmacht erbeutete die Fahrzeuge, schleppte sie nach Zvolen ab und reparierte sie. Im Winter 1944/45 wurden die Fahrzeuge nach Milovice nad Labem gebracht und der Panzerzug-Ersatzabteilung übergeben. Einige Fahrzeuge erhielten einen neuen Tarnanstrich, deutsche Markierungen und lief bei der Wehrmacht als Streckenschutzzug Max weiter. Er wurde der Panzerzug-Ersatzabteilung übergeben und war mit den zwei Artilleriewagen mit dem Panzerkampfwagen 35 (t) und weiteren deutschen Eigenbauten ausgerüstet. Am 2. Februar 1945 wurde er an die Oderfront verlegt. Die Panzerung und Bewaffnung erwiesen sich für den dortigen Einsatz als nicht mehr ausreichend, weshalb er wenige später in den Balkan verlegt wurde.
Hauptaufgabe des Streckenschutzzuges war die Sicherung und Offenhaltung der Eisenbahnstrecken und die Deckung des Rückzuges vorn Wehrmachtverbänden. Am 7. Mai 1945 schloss sich der Streckenschutzzug einem größeren Verband in Cilli an, dem unter anderem der Panzer-Triebwagen 30 angehörte. Am 8. Mai 1945 musste der Verband in Cilli an die Verbände von Josip Broz Tito übergeben werden und die Besatzungen begaben sich in Kriegsgefangenschaft. Einer größeren Gruppe gelang die Flucht und konnte sich bis nach Bleiburg durchschlagen und in britische Kriegsgefangenschaft begeben.

## Zugpersonal
Die Besatzung des Panzerzuges bestand aus 70 Mann und blieb vom 15. September bis zum 24. Oktober 1944 unverändert.
- Panzerzugkommandant
  - Hauptmann Martin Ďuriš-Rubanský
- stellvertretender Panzerzugkommandant
  - Leutnant Dominik Miartuš
- Zugführer
  - Ján Halaj
  - Ján Chovanec
  - Štefan Andráši
  - Štefan Líška
  - Ondrej Gonda
- Zugbegleiter
  - Ján Belička
  - Juraj Trnavský
  - Josef Ungvarský
- Lokführer
  - Pavel Maťaš
  - Mikuláš Jablonský
  - Ondrej Kúdelka
  - Josef Novák
- Heizer
  - Juraj Šouc
  - Mikuláš Fekiač
  - Juraj Gaššo
  - Ján Oláh
  - Juraj Knapko
  - Ján Šarkán

## Zugzusammensetzung
Die Reihenfolge der Zugreihung wird von vorne nach hinten beschrieben.
- Abstoßwagen (Baureihe O oder VI/Vd)
- Artilleriewagen (Baureihe U)
- Panzerzuglokomotive (320.217)
- Maschinengewehrwagen (Baureihe U)
- Artilleriewagen (Baureihe VI/Vd)
- Artilleriewagen (Baureihe VI/Vd)
- Reserve-Artilleriewagen (Baureihe VI/Vd)

## Replik
Im Park des Schloss Altsohl steht heute eine Nachbildung des Panzerzuges. Größter Unterschied zum Originalen Panzerzug, sind die eingebauten Panzertürme. Hier wurden die, anstatt der Türme des LT vz. 35, Panzertürme des T-34/85 verwendet. Weiterhin diente die Nachbildung beim Film Der Tag, der niemals stirbt (1974) als Filmrequiviste.
Im Museum des Slowakischen Nationalaufstands befindet sich der originale Maschinengewehrwagen des Panzerzug Hurban.